# Laila Schou Nilsen
Laila Schou Nilsen, norveška alpska smučarka, hitrostna drsalka, tenisačica, rokometašica in dirkačica, * 18. marec 1919, Grefsen, † 30. julij 1998, Oslo.
Nastopila je na olimpijskih igrah 1936 in 1948 v alpskem smučanju, leta 1936 je osvojila bronasto medaljo v kombinaciji. V letih 1937 in 1938 je postala svetovna prvakinja v hitrostnem drsanju. Tekmovala je tudi v tenisu, bila je članica norveške rokometne reprezentance, štirikrat je tudi tekmovala na rally dirki Monte Carlo. Skupno je osvojila 101 naslov norveške državne prvakinje, 83 v tenisu, deset v alpskem smučanju ter po štiri v hitrostnem drsanju in rokometu. Leta 1936 je prejela nagrado Egebergs Ærespris za norveške športnike, uspešne v več športih. 